# Кабаковський Григорій Самійлович
Григорій Самійлович Кабако́вський (2 жовтня 1909, Кочубеївка — 2 листопада 1959) — український радянський господарчий діяч, директор радгоспу «Лозоватка» Чутівського району Полтавської області. Герой Радянського Союзу (17 жовтня 1943). Депутат Верховної Ради СРСР 2-го скликання (в 1946—1950 роках).

## Життєпис
Народився 2 жовтня 1909 року в селі Кочубеївці (нині Полтавський район Полтавської області, Україна) в бідній селянській сім'ї. Українець. У дворічному віці втратив батька. Закінчив початкову школу в селі Кочубеївці. З 1924 року — учень слюсаря, слюсар на цукровому заводі в селищі Артемівці Чутівського району Полтавської області. У 1927 році вступив до комсомолу, працював на низовій комсомольській роботі.
З 1931 по 1933 рік служив у Червоній армії, закінчив полкову школу. З 1933 року — на керівній профспілковій роботі в Рублівській машинно-тракторній станції і племінному радгоспі «Чутово» Чутівського району Полтавської області. Член ВКП(б) з 1938 року. У 1940—1941 роках — завідувач відділу торгівлі виконавчого комітету Опішнянської районної ради депутатів трудящих Полтавської області.
З 1941 року — в Червоній армії, учасник німецько-радянської війни. Воював на Південно-Західному, Північно-Західному, Калінінському, Центральному фронтах. У 1941 році служив командиром гармати 33-го танкового батальйону, потім був командиром роти мотострілецького батальйону 57-ї гвардійської Ніжинської танкової бригади 7-го гвардійського механізованого корпусу 60-ї армії Центрального фронту.
25 вересня 1943 року його рота одна з перших форсувала Дніпро на північ від Києва, після чого закріпилася на північній околиці населеного пункту Домантовогое Чорнобильського району Київської області, знищивши при цьому більше ста ворогів. Рота витримала три ворожі контратаки, під час яких лейтенант Кабаковський був важко поранений. Указом Президії Верховної Ради СРСР від 17 жовтня 1943 року за мужність і героїзм, проявлені при форсуванні Дніпра і утриманні плацдарму на його правому березі гвардії лейтенанту Григорію Самійловичу Кабаковскому присвоєно звання Героя Радянського Союзу з врученням ордена Леніна і медалі «Золота Зірка» (№ 1697).
Після демобілізації повернувся на Полтавщину. З кінця 1943 року працював директором радгоспу «Лозоватка» Чутівського району Полтавської області. Потім був головою місцевкому Погребської машинно-тракторної станції (МТС) Полтавської області.
Помер 2 листопада 1959 року. Похований у смт Артемівці Полтавської області.

## Вшанування
У 1975 році на фасаді будинку школи в його рідному селі Кочубеївці встановлено гранітну меморіальну дошку.

## Нагороди
- Герой Радянського Союзу (17 жовтня 1943);
- орден Леніна (17 жовтня 1943);
- орден Червоного Прапора (17 січня 1942);
- медаль «За оборону Москви» (11 квітня 1945)[2].